# Gåstjärnen (Dalby socken, Värmland)
Gåstjärnen är en sjö i Torsby kommun i Värmland och ingår i Göta älvs huvudavrinningsområde.